# Lednicki Park Krajobrazowy

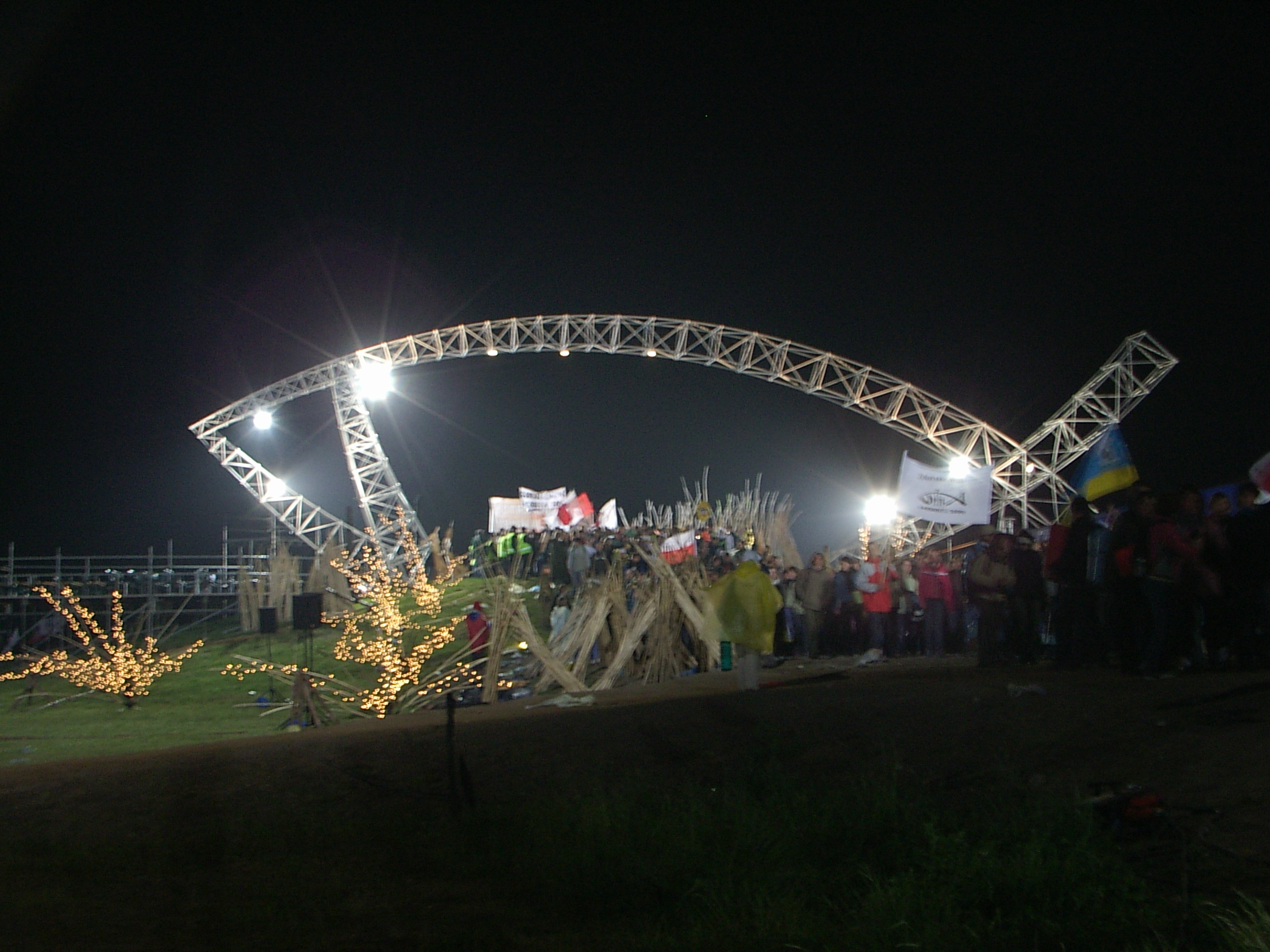
Park zdobí kovová konstrukce symbolizující rybu ze setkání římskokatolické polské mládeže Lednica 2000

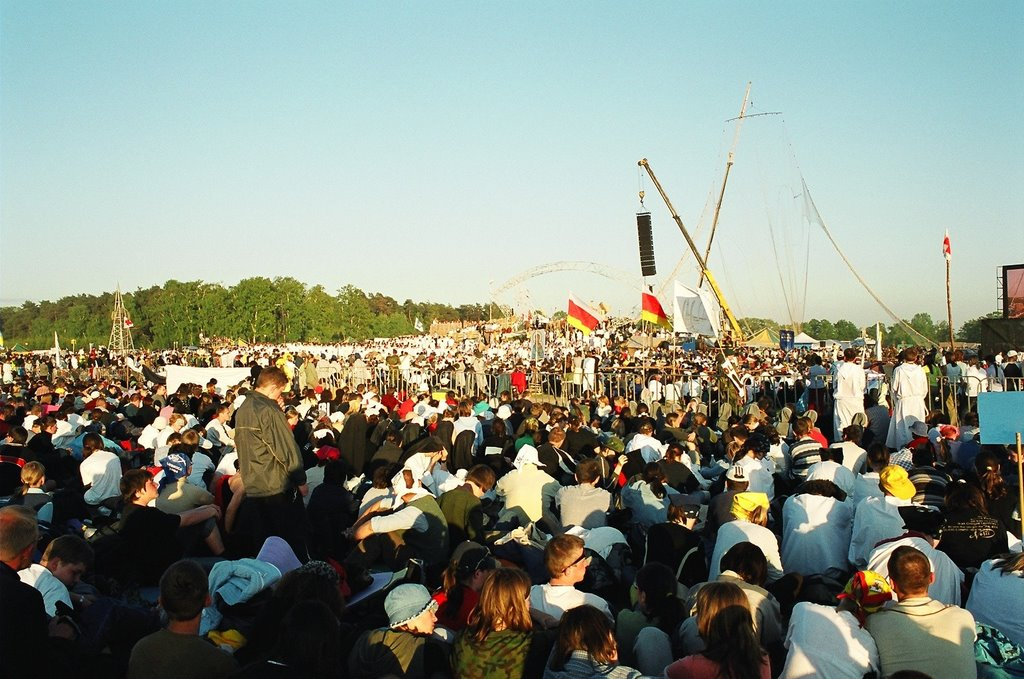
Setkání římskokatolické polské mládeže Lednica 2004

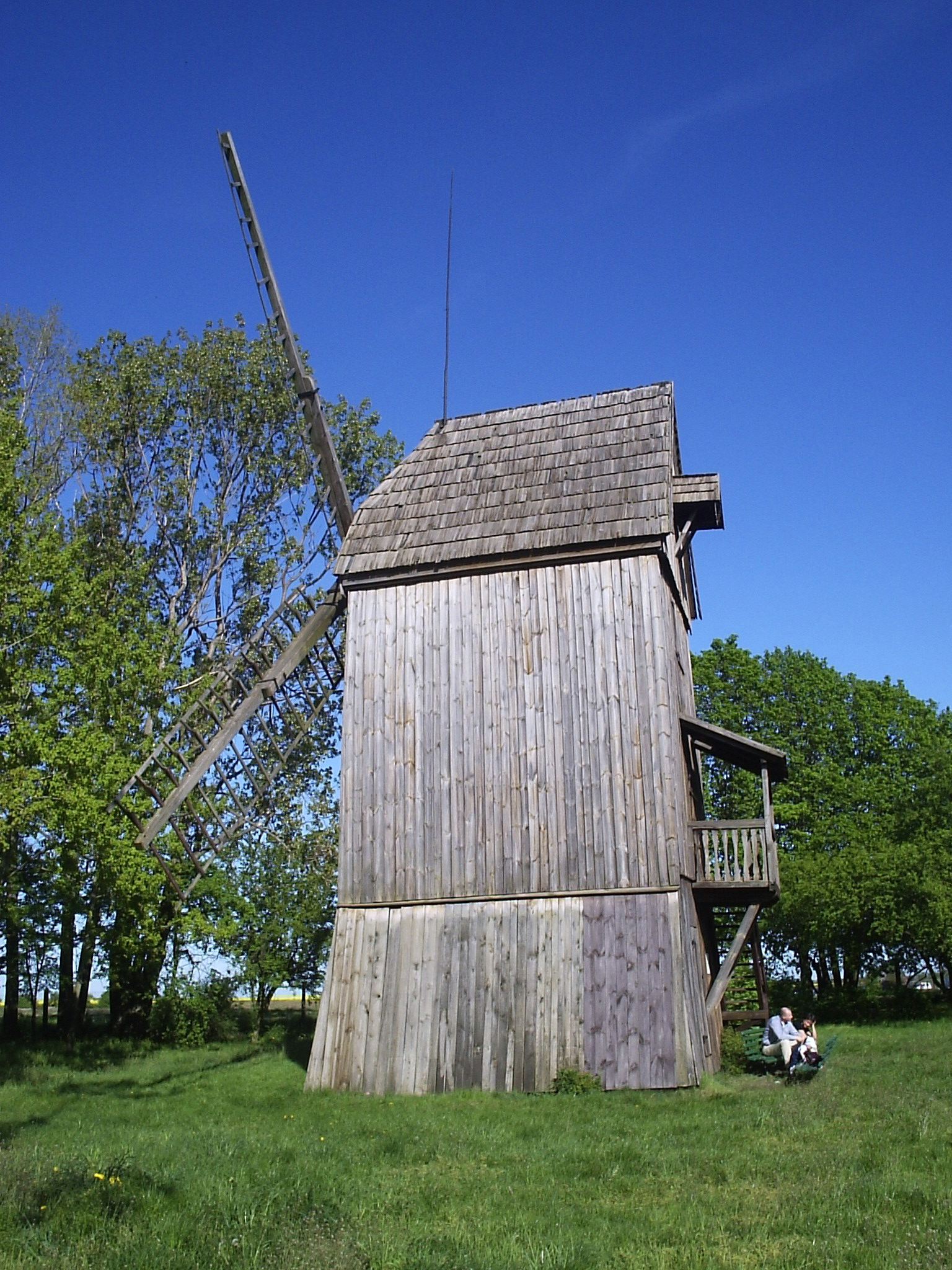
Větrný mlýn (wiatrak)

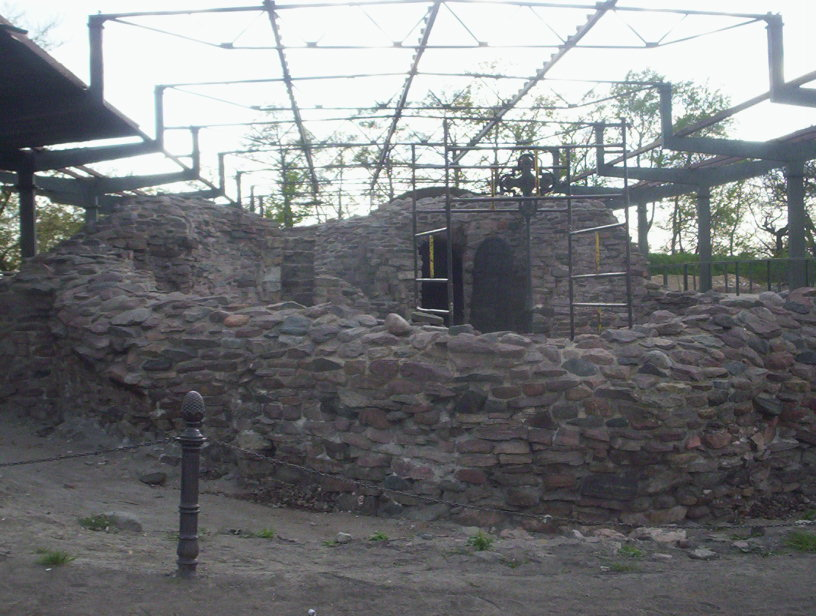
Palatium

Lednicki Park Krajobrazowy je krajinný park (chráněná krajinná oblast) nacházející se ve východní části polského Velkopolského vojvodství. Krajinný park byl vytvořen v roce 1988 k ochraně území okolo jezera Lednica; toto území bývá nazýváno kolébkou polského státu. Rozloha činí 7652,48 ha, jezero zaujímá asi 7 % parku. Na území parku se nachází přibližně 350 archeologických nalezišť, včetně 4 hradišť:
- v jezeře na ostrově Ostrów Lednicki (zachovalé valy hradiště a zbytky staveb z 10. a 11. století: ruiny kamenné kaple, paláce a baptisteria z dob, kdy Velkopolsku vládl král Měšek I.),[1]
- na ostrově Ledniczce (kuželovité hradiště),
- v obci Moraczewie,
- v obci Imiołki (kuželovité hradiště, později využité jako hrob napoleonských vojáků).

Nad břehem jezera byl vytvořen Wielkopolski Park Etnograficzny, kde mohou turisté zhlédnout typickou velkopolskou ves z 19. století.
Od roku 1997 se v předvečer letnic konají nedaleko jezera, na katastrálním území obce Imiołki, setkání římskokatolické mládeže pod názvem Lednica 2000.